# Aigre (rivière)
Pour les articles homonymes, voir Aigre.
L'Aigre est une rivière française des départements de Loir-et-Cher et d'Eure-et-Loir en région Centre-Val de Loire, et un affluent de la rive gauche du Loir, donc un sous-affluent de la Loire par la Sarthe et la Maine.

## Étymologie
D'une forme ancienne Egrea en 1131, sans doute du pré-latin Icara ou Iscara.

## Géographie
D'une longueur de 30,8 kilomètres, cette petite rivière est en fait une exsurgence de la nappe phréatique de Beauce.
Elle naît à Tripleville en Loir-et-Cher à la fontaine Saint-Martin, à l'altitude 114 mètres, et dès le début s'oriente vers l'ouest, direction qu'elle maintiendra tout au long de son parcours.
Elle se jette dans le Loir commune de Romilly-sur-Aigre, au sud-ouest de cette commune, près des lieux-dits Bouche-d'Aigre et Moulineuf, à l'altitude de 93 mètres, à trois kilomètres au sud de Cloyes-sur-le-Loir et à la limite du département de Loir-et-Cher, en face de la commune de Saint-Jean-Froidmentel.

### Communes et cantons traversés
Dans les deux départements d'Eure-et-Loir et de Loir-et-Cher, l'Aigre traverse les six communes suivantes et deux cantons :
- dans le sens de l'amont vers l'aval : Tripleville (Loir-et-Cher) sa source, Verdes (Loir-et-Cher), Le Mée (Eure-et-Loir), La Ferté-Villeneuil (Eure-et-Loir), Charray (Eure-et-Loir), Romilly-sur-Aigre (Eure-et-Loir) (confluence).

- concernant les cantons, l'Aigre prend source dans l'ancien canton d'Ouzouer-le-Marché (Loir-et-Cher), traverse et conflue sur l'ancien canton de Cloyes-sur-le-Loir (Eure-et-Loir), le tout dans les deux arrondissements de Blois et de Châteaudun.

## Hydrologie
À l'instar de la Conie dont elle partage le régime, et comparée aux autres cours d'eau du bassin du Loir, l'Aigre est une rivière très régulière, parmi les plus régulières du pays, bénéficiant de la nappe de Beauce qui agit comme un puissant régulateur. L'essentiel de son débit provient en effet de cette nappe, et le débit de la rivière est largement tributaire du niveau de l'eau dans la nappe.
La nappe de Beauce a une capacité de stockage estimée à 20 milliards de mètres cubes, soit 20 kilomètres cubes ou encore une vingtaine de fois le volume du lac d'Annecy... Elle joue un rôle régulateur du débit des rivières très important, car elle contribue à l'alimentation naturelle des cours d’eau qui lui sont liés, tels le Loing, le Loir, l'Essonne et son affluent la Juine, la Conie, etc. Elle fournit à l'ensemble de ces cours d'eau une masse d'environ 500 millions de mètres cubes par an en moyenne, soit 16 mètres cubes par seconde environ.

### L'Aigre à Romilly-sur-Aigre

L'Aigre à Romilly-sur-Aigre
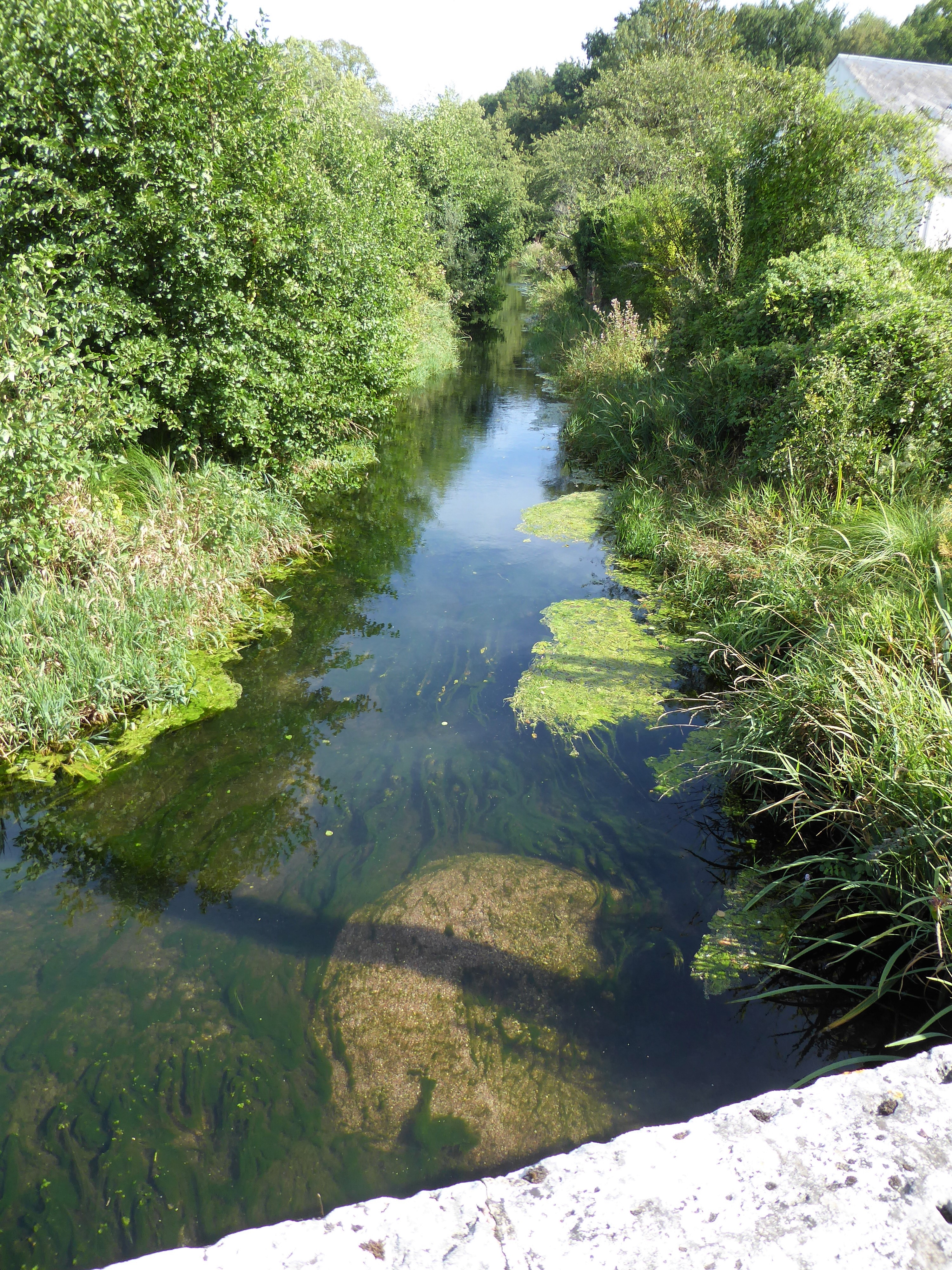
L'Aigre, vue amont.
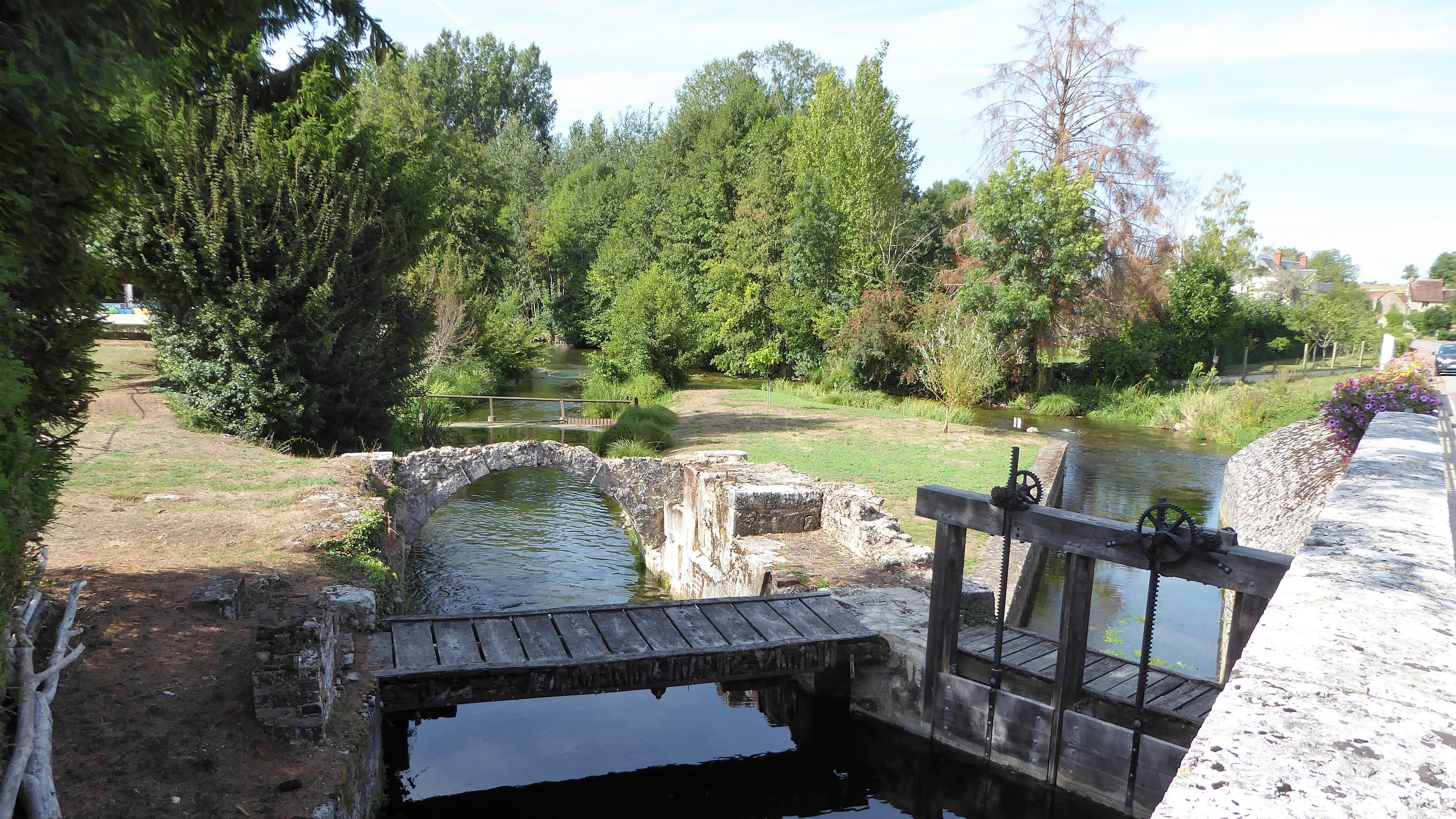
Bief d'une ancienne scierie sur l'Aigre.

Le débit de l'Aigre est observé depuis 1969 à Romilly-sur-Aigre, commune située au niveau de son confluent avec le Loir. Le bassin versant de la rivière y est de 276 km2 à 100 m d'altitude, soit la totalité de celui-ci.
Le module de la rivière à Romilly-sur-Aigre est de 1,47 m3/s.
L'Aigre ne présente que de faibles oscillations saisonnières de débit, pouvant se résumer en deux périodes principales : une assez longue période de hautes eaux et un court étiage d'été. Les hautes eaux présentent un débit mensuel moyen de 1,57 à 1,67 m3/s, de début janvier à fin juin. Au mois de juillet, le débit baisse et atteint rapidement son minimum de 1,04 m3/s au mois d'août. Dès le mois de septembre, le débit de la rivière remonte progressivement jusqu'aux hautes eaux de janvier suivant.

### Étiage ou basses eaux
À l'étiage le VCN3 peut chuter jusque 0,23 m3/s, en cas de période quinquennale sèche, soit 230 litres par seconde, ce qui est plus sévère que le VCN3 de la Conie (dont le VCN3 est plus de trois fois plus élevé (550 litres) bien que son module ne soit plus élevé que d'une bonne moitié), et est dû à une forte baisse de niveau dans la nappe souterraine.

### Crues
Quant aux crues, elles ne sont guère importantes. Les QIX 2 et QIX 5 valent respectivement 4,1 et 6,9 m3/s. Le QIX 10 est de 8,8 m3/s, le QIX 20 de 11 m3/s, tandis que le QIX 50 se monte à 13 m3/s.
Le débit instantané maximal enregistré à Romilly-sur-Aigre durant cette période, a été de 15,60 m3/s le 17 juin 2013, pour une hauteur maximale instantanée de 984 mm ou 0,984 m, tandis que le débit journalier maximal aurait été de 24 m3/s le 9 avril 1983.

### Lame d'eau et débit spécifique
L'Aigre est une rivière moyennement abondante dans la région beauceronne et très régulière. La lame d'eau écoulée dans son bassin versant est de 169 millimètres annuellement (contre 163 pour la Conie), ce qui est nettement inférieur à la moyenne du bassin de la Loire (244 millimètres), mais beaucoup plus élevé que la moyenne du bassin du Loir (129 millimètres). Le débit spécifique (ou Qsp) de la rivière atteint de ce fait 5,4 litres par seconde et par kilomètre carré de bassin, performance pas si mauvaise dans la région.

## Flore et faune de la vallée
Le fond de la vallée de l'Aigre, humide et plat, est presque entièrement boisé de peupliers et de bosquets divers. Autrefois on y cultivait du chanvre utilisé ensuite par de nombreux tisserands locaux. Sur les pentes se trouvent, outre quelques bois de chênes, de frênes et de pins, des pelouses dites calcicoles, car adaptées aux sols calcaires. Ces pelouses comportent des espèces rares à protéger.
Dans les milieux humides et dans les pelouses calcicoles on retrouve des fougères de marais, pas moins de quatorze espèces d'orchidées, le cardoncelle doux, le lin des Alpes (Linaceae), des anémones etc.
La vallée présente aussi un grand intérêt ornithologique. On y trouve 90 espèces nicheuses, telles que le grèbe, le canard colvert, le busard des roseaux, le pivert, la grive, et le rossignol.
Les mammifères sont également nombreux y compris le renard et la belette.
La rivière est propice à la pratique de la pêche à la truite fario (il n'y a plus de truites autochtones, on ne trouve des truites que sur Charray et Romilly-sur-Aigre, car des déversements de truites d'élevage "portion" y sont effectués chaque année) et au grand brochet. On y trouve aussi des cyprinidés (rotengle, carpe).

## Curiosités - Tourisme
La vallée de l'Aigre est bordée de lavoirs et de moulins.
- Tripleville : ses nombreux mégalithes et sa petite église romane.
- Verdes: village situé sur la voie romaine dite « voie de César » qui allait de Blois à Chartres, on peut y voir une section construite en grand appareil qui servait en même temps de digue à un étang qui retenait les eaux de l'Aigre; nombreux vestiges gallo-romains repérés par avion dont un théâtre, un temple, une basilique. Des thermes ont été fouillés au XIXe siècle (mosaïque représentant un labyrinthe au musée de Blois). Four à chaux du XIXe siècle sur la route de Verdes à Tripleville. Église Saint-Lubin du XVIe siècle remaniée fortement au XIXe siècle. Château de Lierville du XVe siècle avec deux ailes du XVIIe.
- La Ferté-Villeneuil ; vestiges préhistoriques et gallo-romains signalés sur le territoire communal, rien de visible. Nombreuses sources disséminées dans le village. Église romane Saint-Martin de la fin du XIIe siècle, remaniée aux XIVe et XVIe siècles, spectaculaire puits-fontaine inséré sous le chevet, fresques murales du XVIe. À proximité, restes de l'église Saint-Pierre du XIIe siècle aussi. Chapelle de l'ancienne léproserie de Saint-Laurent sur la route de La Ferté à Charray.
- Charray : Église en partie du XIIe siècle, restes de fresques de la fin du XIIIe siècle, pèlerinage renommé à Saint-Marcou le 1er mai. Cimetière mérovingien reconnu (fouille de sauvetage en juillet 2010).
- Romilly-sur-Aigre : Château du Jonchet du XVe, entouré de douves, entièrement restauré par l'architecte Fernand Pouillon (1912-1986). Église des XVe, XVIe et XVIIIe siècles. Prieuré de Bouche d'Aigre du XIIe siècle, seul le chœur de l'église subsiste. Rives du Loir et de l'Aigre.

Non loin de là, Cloyes-sur-le-Loir présente un éventail de curiosités et d'attractions touristiques très complet :
- Église Saint-Georges, romane avec clocher du XVe. Chapelle Notre-Dame-d'Yron (XIIe), logis du prieuré du XVIe.
- Deux châteaux : château de Bouville et de Romainville.
- Maisons anciennes dans la vieille ville.
- Four à chaux du XIXe siècle, le haut de sa cheminée est visible en face du cimetière, (Propriété privée).
- Parc Émile Zola, plan d'eau.
- Centre de loisirs
- Station verte de vacances.
- Équipements sportifs, baignades, école de voile, canoë-kayak.
- Équitation, tennis...
- Promenades pédestres sur sentiers, dont GR (grande randonnée).